# アニーバル・カヴァコ・シルヴァ
アニーバル・アントニオ・カヴァコ・シルヴァ（Aníbal António Cavaco Silva, GCC, GColL (ポルトガル語発音: [ɐˈniβɐɫ ɐ̃ˈtɔni.u kɐˈvaku ˈsiɫvɐ])、1939年7月15日 - ）は、ポルトガルの政治家。大統領、首相、社会民主党党首などを歴任した。首相時代はアントニオ・サラザール以降として最長の任期であり、同時にシルヴァはカーネーション革命に伴う民主化によって成立した現行の憲法制において、単独で議会の過半数の支持を受けて選出された最初の首相でもある。

## 人物
1939年7月15日にボリケイメに誕生し、リスボン工科大学とヨーク大学に通った。1963年にはマリア・カヴァコ・シルヴァと結婚し、2人の間には2人の子供が出来た。
1985年11月6日から1995年10月28日まで首相を務めた。1996年1月14日の大統領選挙に出馬したが、社会党のジョルジェ・サンパイオに敗北した。
2006年1月22日には大統領選挙で勝利し、同年3月9日に第19代大統領に就任した。2011年1月23日の大統領選挙でも再選し、2016年3月9日まで2期務め上げた。